# Swedish Open 1979
Die Swedish Open 1979 im Badminton fanden vom 2. bis zum 5. Januar 1979 in Stockholm statt.

## Finalergebnisse
| Disziplin    | Sieger                         | Finalist                    | Ergebnis            |
| ------------ | ------------------------------ | --------------------------- | ------------------- |
| Herreneinzel | Flemming Delfs                 | Ray Stevens                 | 15:7, 15:0          |
| Dameneinzel  | Lene Køppen                    | Agnethe Juul                | 11:3, 11:1          |
| Herrendoppel | Steen Skovgaard Flemming Delfs | Steen Fladberg Morten Frost | 15:12, 12:15, 15:10 |
| Damendoppel  | Lene Køppen Joke van Beusekom  | Nora Perry Anne Skovgaard   | 15:10, 15:10        |
| Mixed        | Mike Tredgett Nora Perry       | Steen Skovgaard Lene Køppen | 12:15, 18:17, 18:16 |